# Kjersti Tysse Plätzer
Kjersti Tysse Plätzer, född den 18 januari 1972 i Os, Hordaland i Norge är en norsk friidrottare som tävlar i gång.

## Karriär
Tysse Plätzer har tillhört världseliten i gång sedan början av 1990-talet. Hennes första internationella mästerskap var VM 1987 då hon slutade på tionde plats på 3000 meter gång. Hon deltog även vid VM 1993 och VM 1995 där hon tävlade på 10 km gång och slutade på 39:e respektive 40:e plats.
Tysse Plätzer deltog vid VM 1999 där hon slutade på nionde plats på 20 km gång. Året efter vid Olympiska sommarspelen 2000 i Sydney blev det en silvermedalj på 20 km gång. Hon deltog även vid Olympiska sommarspelen 2004 men där blev det bara en tolfte plats. Vid såväl EM 2006 som VM 2007 slutade Tysse Plätzer på en fjärde plats. Vid VM 2009 blev hon diskad.
Vid Olympiska sommarspelen 2008 lyckades hon återupprepa bedriften från OS åtta år tidigare och hon slutade på andra plats på 20 km gång.
Förutom sina internationella framgångar har hon erövrat inte mindre än 42 norska mästerskap.

## Familj
Tysse Plätzer är syster till Erik Tysse som också tävlar i gång.